# Агапов, Василий Михайлович
Васи́лий Миха́йлович Ага́пов (27 февраля 1898, Петрозаводск, Российская империя — 23 сентября 1984, Петрозаводск, Карельская АССР, СССР) — русский и советский художник, искусствовед, заслуженный деятель культуры Карельской АССР (1969).

## Биография
Родился в г. Петрозаводске в семье ремесленника. Окончил 2-ю Петрозаводскую приходскую школу, Петрозаводское высшее народное училище в 1915 г.
В 1915—1916 гг. посещал частную студию художника-преподавателя Олонецкой духовной семинарии А. Л. Андриевского.
В 1915—1919 гг. работал телеграфистом Петрозаводской почтово-телеграфной конторы, сдал экстерном экзамен за курс гимназии.
В 1918 г. занимался в студии театрального искусства Н. В. Петрова в Москве.
В 1919—1920 гг. — управляющий делами, секретарь коллегии и председатель местного комитета Управления связи Олонецкой губернии.
В 1920 г. учился в Высшем художественно-техническом институте в г. Москве.
С 1922 г. — руководитель изокружка и декоратор клуба железнодорожников станции Петрозаводск.
В 1928—1930 гг. — на заочных курсах по росписи тканей в г. Москве.
С 1929 г. — председатель правления и художник-инструктор мастерской по выпуску изделий народного искусства г. Петрозаводска.
В 1932—1934 гг. и 1938—1941 гг. — научный сотрудник Карельского научно-исследовательского института культуры. Принимал участие в поездках по сбору произведений карельского прикладного искусства, описал более 500 произведений народных мастеров.
В 1936 г. окончил 3 курса Северо-Кавказского государственного института практических знаний в Ростове-на-Дону.
В 1934 г. — преподаватель изобразительного искусства во 2-й вспомогательной школе г. Петрозаводска.
В 1936—1938 гг. — директор изостудии Центрального дома культуры г. Петрозаводска.
В 1937 г. участвовал в Декаде карельского искусства в Ленинграде.
В 1941—1944 гг. — на Карельском фронте в качестве художника фронтовой газеты «Голос солдата», диктора Карфинрадио.
В 1944—1946 гг. — художник-декоратор в Карельском республиканском театре музыкальной комедии.
С 1946 г. — член Союза художников СССР (1946).
Созданные им работы опубликованы в 20-м томе Большой Советской энциклопедии и 4-м томе Малой Советской энциклопедии.
В 1950—1952 гг. — методист по изобразительному искусству Карельского республиканского Дома народного творчества.
В 1952 и 1959 гг. участвовал в выставке произведений карельских художников в Москве.
С 1954 г. — инспектор министерства культуры Карельской АССР.
С 1958 г. — персональный пенсионер.
Награждён Почетными грамотами Президиума Верховного Совета Карело-Финской ССР и Карельской АССР (1948, 1951, 1958).
Автор более 300 публикаций в центральной и местной прессе, книг по искусствоведению

## Основные произведения
- Роспись шелкового альбома — подарка Герою Советского Союза И. Д. Папанину (1938)
- Эскизы панно для оформления Первого Карельского павильона ВСХВ (1939)
- Вышитое панно на тему народного эпоса «Калевала» — «Кулерво-пастушок», «Лемминкяйнен охотится за лосем Хийси», «Вяйнемейнен играет на кантеле»[3].

## Основные искусствоведческие работы
- Агапов В. М. Народное творчество Карело-Финской ССР — Петрозаводск, 1940.
- Агапов В. М. Вышивка Заонежья // На рубеже. 1948. № 1.
- Агапов В. М. В. Н. Попов — Петрозаводск, 1951.
- Агапов, В. М. Народный художник Республики: [художник В. Попов] / В. Агапов // На рубеже.- 1949.- № 11.- С.79-88: ил.
- Агапов, В. М. В. Н. Попов. Народный художник Карело-Финской ССР/ В. Агапов.- Петрозаводск: Государственное издательство Карело-Финской ССР, 1951.
- Агапов, В. М. Карелия в творчестве выдающихся русских художников/ В. Агапов // На рубеже.- 1955.- № 6.- С. 115—121.
- Агапов, В. М. История одной картины/ В. Агапов// На рубеже.- 1965.- № 1.- С. 113: ил.- (Коротко о многом).
- Агапов, В. М. Он любил Карелию: [о творчестве В. Н. Попова] / В. Агапов//Север.- 1965.- № 5.- С.100-103: портр; ил. на вкл. между с. 112—113.
- Агапов В. М. Хаккарайнен Т. А. Художники на Валааме — Петрозаводск, 1967, 1978.
- Агапов В. М. // Искусство Карелии. — Петрозаводск, 1985.